# 羅基什基斯區
羅基什基斯區是立陶宛帕內韋日斯縣内的市镇，行政中心为羅基什基斯市。市镇面積为1,807平方公里，2020年人口数量为28,070人。